# 吉爾加拉德
愛仁尼安·吉爾加拉德（Ereinion Gil-galad），是英國作家約翰·羅納德·瑞爾·托爾金（J.R.R. Tolkien）的史詩式奇幻小說《精靈寶鑽》中的人物。
吉爾加拉德是第六任流亡諾多族最高君王（High King of Noldor in Exile）。他與努曼諾爾人伊蘭迪爾組成精靈及人類最後同盟（Last Alliance of Elves and Men），推翻了索倫，但吉爾加拉德卻在戰爭中死在索倫（Sauron）手上。

## 名字語源
吉尔加拉德的父親給他的昆雅語名字為 Artanáro，轉化成辛達林語就是 Rodnor。母親給他的名字為吉爾加拉德（Gil-galad），意为「輻射的星光」 Star of Radiance，成為后来人所共知的名字。他的自選封號為「愛仁尼安」（Ereinion），意为「王的後裔」Scion of Kings。
在《精靈寶鑽》中，吉爾加拉德是原名愛仁尼安，後來才易名為吉爾加拉德。

## 總覽
吉爾加拉德是歐洛隹斯（Orodreth）之子，歐洛隹斯為安格羅德（Angrod）之子、費納芬（Finarfin）之孫。芬朵菈絲（Finduilas）是他的姐姐。
吉爾加拉德生於第一紀元的貝爾蘭（Beleriand），可能在納國斯隆德（Nargothrond）。
當貢多林陷落、第五位诺多最高君王特剛殞落之后，吉爾加拉德作为诺多族王室在中土唯一的男性后裔，故即位為最高君王。吉尔加拉德没有留下子女，流亡中土大陸的诺多王室绝嗣。他是流亡中土大陆的诺多族精灵最後一位最高君王。
吉爾加拉德的武器是神矛伊洛斯（Aeglos或Aiglos），意思是「雪亮尖峰」 snow-point或snow-thorn。

## 生平
在納國斯隆德陷落時，吉爾加拉德仍然屬於青年時期的精靈。他設法逃到避難所西瑞安河口港（Havens of Sirion）或造船者瑟丹所在的巴拉爾島（Isle of Balar），但他的姐姐芬朵菈絲被俘。特剛（Turgon）殞落後，中土大陆上諾多族王室成員只剩下吉爾加拉德、凱蘭崔爾和四位費諾兒子，但凱蘭崔爾是女性、梅斯羅斯也早已代表費諾家族放棄王位繼承權，於是王位由吉爾加拉德繼承。
憤怒之戰（War of Wrath）以後，吉爾加拉德在林頓（Lindon）建立新領土。第二紀元时，外表美善、知識淵博的安納塔（Annatar，意思是「天賦宗師」Lord of Gifts，實質上為索伦）來到精靈之間，傳授他們知識。吉爾加拉德對來歷不明的安納塔深感懷疑，禁止他踏足海港地區半步，並勸喻一眾精靈不要相信安納塔。可是伊瑞詹（Eregion）的精灵巧匠凯勒布理鹏（Celebrimbor）卻沒有理會警告，在安納塔指点下打造出十九枚力量之戒。索倫見機打造至尊魔戒（One Ring）、意圖藉此操控精靈三戒，進而奴役精靈。
索倫未能得逞，精靈們在至尊魔戒被戴上一刻就感知到他的詭計，並脫下手上的三戒（Three Rings）。索倫怒而進兵抢夺眾戒，毁灭了伊瑞詹，将凯勒布理鹏俘虏，并抢走了人类九戒与矮人七戒。但是凯勒布理鹏在此之前将精灵三戒中的气之戒維雅（Vilya）和火之戒納雅（Narya）交给吉尔加拉德保管，另一枚戒指水之戒南雅（Nenya）则交给了凱蘭崔爾。索倫未能奪得他最渴望的三戒，揮軍攻打吉尔加拉德的海港地區。努曼諾爾人聞訊遣兵挫败索倫，解救他們的精靈親族。
此后，努曼諾爾帝國（Númenor）在索伦的欺骗与诱惑下滅亡。在索倫遠離中土時，吉爾加拉德也不遺餘力地發展他的勢力，他的力量已經越過山脈，來到巨綠森的邊緣，接壤索倫的根據地魔多（Mordor）。因著吉爾加拉德的威勢，那些支持索倫的黑暗努曼諾爾人（Black Númenóreans）遠遠退居在中土南方。在覆灭前逃出的努曼諾爾人建立了两个登丹人的王国：刚铎（Gondor）与亚尔诺（Arnor）。吉爾加拉德援助了來到中土北部的伊蘭迪爾（Elendil），也為他修建了愛洛斯提理安塔（Elostirion）。
索伦重返中土，修煉出一副面容恐怖的肉身，對精靈與努曼諾爾人再次宣戰。吉爾加拉德及伊蘭迪爾組成精靈及人類最後同盟，合力對抗邪惡。吉爾加拉德的神矛與伊蘭迪爾的聖劍所向披靡，聯軍打嬴了達哥拉（Dagorlad）的大戰，繼而進軍圍攻巴拉多（Barad-dûr）要塞七年，付出惨重代价后终于勝利在望。最后之战前，吉尔加拉德将維雅贈予他的傳令官愛隆（Elrond），将納雅交给他的副官瑟丹（Círdan）。在末日火山（Mount Doom）山坡的決戰中，索伦親自出馬且徒手掐住吉爾加拉德的頸部，後者死于索伦用黑魔法點燃之恐怖火焰之中。伊蘭迪爾也阵亡在他身边。伊蘭迪爾之子埃西鐸（Isildur）拾起断为两截的納希爾聖劍（Narsil）的碎片，砍下索伦戴着至尊魔戒的手指。索倫失去魔戒，肉身毁灭並力量盡散，靈體在千年之后才重新聚合。第二纪元至此结束，尽管索伦已经覆灭，吉尔加拉德的陨落和诺多族王室的绝嗣却象征着精灵在中土大陆的衰微。
吉爾加拉德的故事在《魔戒》中略略一提，山姆衛斯·詹吉曾吟唱有關吉爾加拉德的詩歌。
在彼得·傑克遜（Peter Jackson）執導的電影版《魔戒首部曲：魔戒現身》，馬克·法古臣（Mark Ferguson）飾演吉爾加拉德，短暫出現在電影的開頭部份。

## 吉爾加拉德的殞落
吉爾加拉德是精靈國王。
豎琴也為他哀傷地悼亡：
唯有他的國度美麗自由
從海洋延伸到翠綠山頭。

他的寶劍削鐵如泥，長槍無堅不摧，
從遠方就可見到他閃亮的頭盔；
無數明星出沒天空
全部映在他閃亮銀盾。

許久之前他策馬離去，
無人知曉他的境遇；
魔多妖物肆虐彼岸
將星群殞入黑暗。

這首詩由比爾博·巴金斯自昆雅語翻譯，山姆頌唱。

## 早期版本
最原始版本中，吉爾加拉德原是費諾的後裔，之後改成芬羅德之子。不過老托爾金改變心思，把芬羅德設定成未婚無子。在一處附註中，老托爾金寫下吉爾加拉德可能為芬鞏之子。克里斯多福·托爾金（Christopher Tolkien）採納這一版本，加在《精靈寶鑽》中。後來他在《中土世界的歷史》承認編錯了，因為芬鞏沒有述說自己有妻有子，而且老托爾金對吉爾加拉德的最終設定為他是歐洛隹斯之子。

## 資料來源
1. ↑  《精靈寶鑽》 2002年 聯經初版翻譯 第十八章《貝爾蘭的毀滅與芬國昐的殞落》
2. ↑  《魔戒》 2001年 聯經初版翻譯 附錄一
3. ↑  《精靈寶鑽》 2002年 聯經初版翻譯 《魔戒與第三紀元》

| 王室頭銜                                     | 王室頭銜                          | 王室頭銜                                 |
| -------------------------------------------- | --------------------------------- | ---------------------------------------- |
| 前任者： 特剛                                | 諾多族最高君王 Y.S.510－S.A.3441  | 繼任者： 費納芬（於維林諾）              |
| 军职                                         |                                   |                                          |
| 空缺憤怒之戰戰勝上一位持有相同頭銜者：伊昂威 | 西方大軍統帥 第二紀3430年－3441年 | 空缺擊敗索倫下一位持有相同頭銜者：亞拉岡 |